# 袁钧瑛
袁钧瑛（1958年10月3日—），女，原籍浙江上虞，生于上海，华裔分子生物学家。哈佛医学院教授。主要研究细胞凋亡的分子机理。

## 生平
1958年出生在中国上海，因为文化大革命的关系耽误学业，直到1977年作为文革恢复高考后的第一批学生，才参加普通高等学校招生全国统一考试，成为当年上海市理科高考状元。1982年从复旦大学生物化学系毕业，通过中美联合培养物理类研究生计划进入美国留学，成绩在25000名学生中名列第二名。1989年在麻省理工学院教授H·罗伯特·霍维茨指导下拿到哈佛大学博士学位。紧接着在哈佛大学名下的麻省总医院独立实验室工作。

## 家庭
外祖父李青崖为法国文学翻译家，祖父袁开基为有机化学家。父母皆为上海医科大学教授，伯父袁承业为有机化学家、中国科学院院士。堂兄袁钧苏为中国药学家，芝加哥大学教授。

## 荣誉
2007年成为美国艺术和科学学院院士。2010年成为美国科学促进会会员。2017年成为美国科学院院士。2023年当选中国科学院外籍院士。